# Steigkirche (St. Luzisteig)

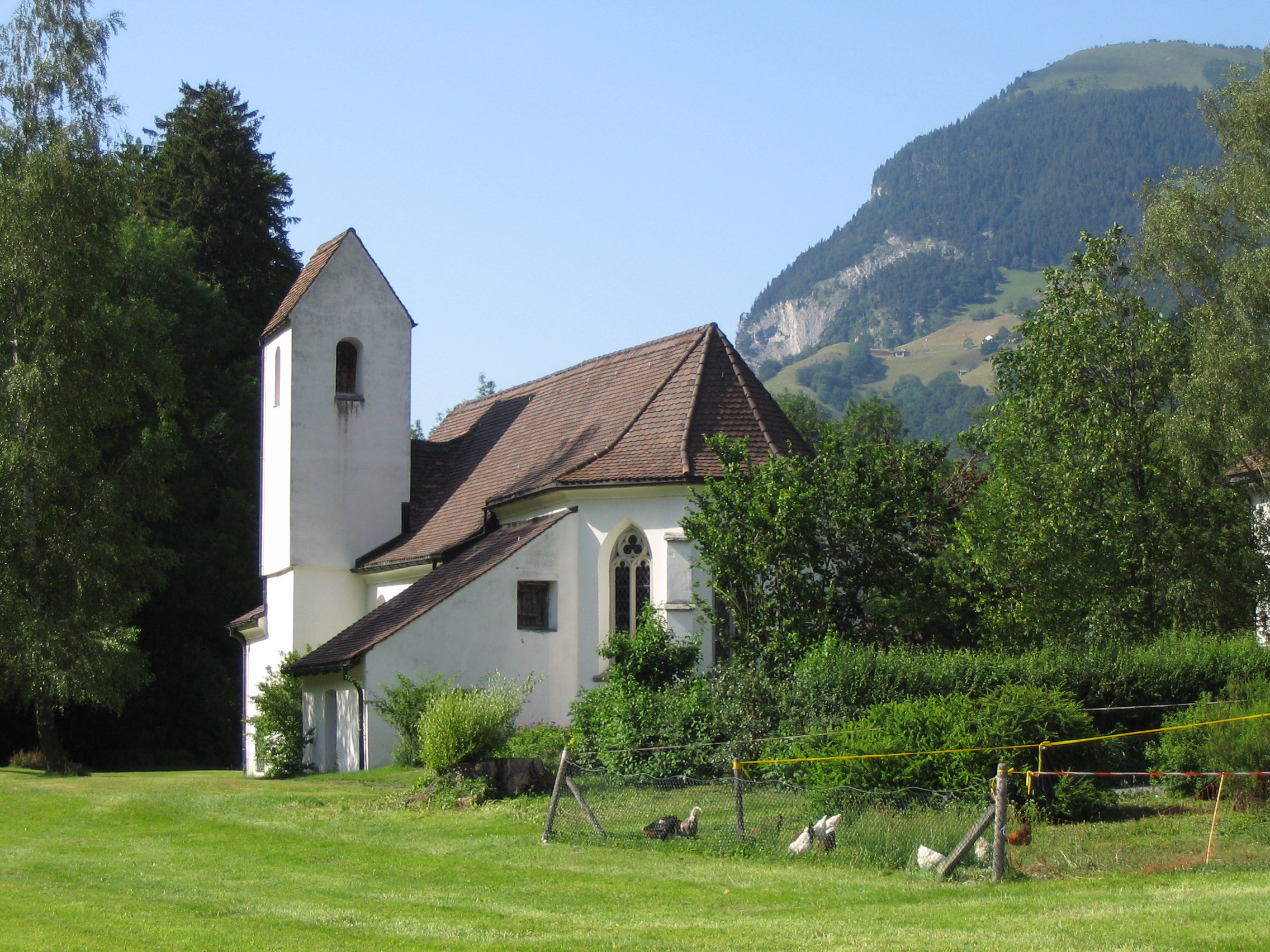
Steigkirche

Die Steigkirche auf St. Luzisteig in der Bündner Herrschaft ist ein evangelisch-reformiertes Gotteshaus unter dem Denkmalschutz des Kantons Graubünden. Sie stand in vorreformatorischer Zeit unter dem Patrozinium des heiligen Luzius von Chur und war bis Ende des 15. Jahrhunderts Mutterkirche von Fläsch und Maienfeld, bis sie in dieser Funktion vom Vorgängerbau der heutigen Amanduskirche abgelöst wurde.

## Geschichte und Ausstattung
Ersturkundliche Erwähnung findet ein Kirchenbau an heutiger Stelle 831. Die Datierung der Bausubstanz der Gemäuer des heutigen Kirchenschiffs, das mit einem Walmdach gedeckt ist, erweist sich als schwierig. Frühestens wird das 11. Jahrhundert, spätestens das 14. genannt.
1457 wurde das rechteckige Langhaus durch den Chor im Stil der Spätgotik erweitert.
In den Bündner Wirren wurden die Wandmalereien stark beschädigt, so dass heute nur noch Fragmente erhalten sind, unter anderem eine Darstellung zur Epiphanie Jesu auf dem Schoss Marias. 1997 wurden die Wandgemälde letztmals restauriert. Glasfenster von Giuseppe Scartezzini stammen aus den Jahren 1947/1949.

## Kirchliche Organisation
Innerhalb der evangelisch-reformierten Landeskirche Graubünden gehört St. Luzisteig zur Kirchgemeinde Maienfeld.